# Seznam izotoksalnih poliedrov in tlakovanj
Seznam izotoksalnih poliedrov in tlakovanj vsebuje izotoksalne poliedre in tlakovanja.  

## Konveksni izotoksalni poliedri
| oblika                | pravilni                  | dualni pravilni          | kvazipravilni                 | kvazipravilni dual        |
| Wythoffov simbol      | q \| 2 p                  | p \| 2 q                 | 2 \| p q                      |                           |
| konfiguracija oglišča | pq                        | qp                       | p.q.p.q                       |                           |
| --------------------- | ------------------------- | ------------------------ | ----------------------------- | ------------------------- |
| p=3 q=3               | tetraeder {3,3} 3 \| 2 3  | tetraeder {3,3} 3 \| 2 3 | tetraeder (oktaeder) 2 \| 3 3 | kocka (rombski heksaeder) |
| p=4 q=3               | kocka {4,3} 3 \| 2 4      | oktaeder {3,4} 4 \| 2 3  | kubooktaeder 2 \| 3 4         | rombski dodekaeder        |
| p=5 q=3               | dodekaeder {5,3} 3 \| 2 5 | ikozaeder {3,5} 5 \| 2 3 | ikozidodekaeder 2 \| 3 5      | rombski triakontaeder     |

5 nekonveksnih hemipoliedrov je osnovanih na oktaedru, kubooktaedru in ikozidodekaedru:
| oblika | kvazipravilni             | kvazipravilni dual        |
| ------ | ------------------------- | ------------------------- |
| p= q=  | tetrahemiheksaeder        | tetrahemiheksakron        |
| p= q=  | kubohemioktaeder          | heksahemioktakron         |
| p= q=  | oktahemioktaeder          | oktahemioktakron          |
| p= q=  | mali ikozihemidodekaeder  | mali ikozihemidodekakron  |
| p= q=  | mali dodekahemidodekaeder | mali dodekahemidodekakron |

Znanih je tudi 12 teles, ki nastanejo iz Kepler-Poinsotovih poliedrov, vključno s štirimi poliedri:
| oblika                | pravilni                                     | dualni pravilni                      | kvazipravilni                     | kvazipravilni dual            |
| Wythoffov simbol      | q \| 2 p                                     | p \| 2 q                             | 2 \| p q                          |                               |
| konfiguracija oglišča | pq                                           | qp                                   | p.q.p.q                           |                               |
| --------------------- | -------------------------------------------- | ------------------------------------ | --------------------------------- | ----------------------------- |
| p=5/2 q=3             | veliki zvezdni dodekaeder {5/2,3} 3 \| 2 5/2 | veliki ikozaeder {3,5/2} 5/2 \| 2 3  | veliki ikozidodekaeder 2 \| 3 5/2 | veliki rombski triakontaeder  |
| p=5/2 q=3             | veliki zvezdni dodekaeder {5/2,3} 3 \| 2 5/2 | veliki ikozaeder {3,5/2} 5/2 \| 2 3  | veliki ikozihemidodekaeder        | veliki ikozihemidodekakron    |
| p=5/2 q=3             | veliki zvezdni dodekaeder {5/2,3} 3 \| 2 5/2 | veliki ikozaeder {3,5/2} 5/2 \| 2 3  | veliki dodekahemidodekaeder       | veliki dodekahemidodekakron   |
| p=5/2 q=5             | mali zvezdni dodekaeder {5/2,5} 5 \| 2 5/2   | veliki dodekaeder {5,5/2} 5/2 \| 2 5 | dodekadodekaeder 2 \| 5 5/2       | srednji rombski triakontaeder |
| p=5/2 q=5             | mali zvezdni dodekaeder {5/2,5} 5 \| 2 5/2   | veliki dodekaeder {5,5/2} 5/2 \| 2 5 | mali ikozihemidodekaeder          | mali dodekahemiikozakron      |
| p=5/2 q=5             | mali zvezdni dodekaeder {5/2,5} 5 \| 2 5/2   | veliki dodekaeder {5,5/2} 5/2 \| 2 5 | veliki dodekahemidodekaeder       | veliki dodekahemiikozakron    |

Obstajajo še trije kvazipravilni zvezdni poliedri (3 | p q) in njihovi duali:
| kvazipravilni                                  | kvazipravilni dual         |
| 3 \| p q                                       |                            |
| ---------------------------------------------- | -------------------------- |
| veliki ditrigonalni ikozidodekaeder 3/2 \| 3 5 | veliki triambski ikozaeder |
| ditrigonalni dodekadodekaeder 3 \| 5/3 5       | srednji triambskiikozaeder |
| mali ditrigonalni ikozidodekaeder 3 \| 5/2 3   | mali triambski ikozaeder   |

## Izotoksalna tlakovanja v evklidski ravnini
Znanih je pet izotoksalnih poligonalnih tlakovanj evklidske ravnine. (sebi dualno kvadratno tlakovanje ponovno samo seba v vseh štirih oblikah.)
| pravilno                            | dualno pravilno                     | kvazipravilno                       | kvazipravilni dual         |
| ----------------------------------- | ----------------------------------- | ----------------------------------- | -------------------------- |
| šestkotno tlakovanje {6,4} 6 \| 2 3 | trikotno tlakovanje {3,6} 3 \| 2 3  | trišestkotno tlakovanje 2 \| 3 6    | rombilsko tlakovanje       |
| kvadratno tlakovanje {4,4} 4 \| 2 4 | kvadratno tlakovanje {4,4} 2 \| 4 4 | kvadratno tlakovanje {4,4} 4 \| 2 4 | kvadratno tlakovanje {4,4} |

## Izotoksalna tlakovanja hiperbolične ravnine
Obstaja neskončno veliko izotoksalnih poligonalnih tlakovanj hiperbolične ravnine.  Sem vključujemo tudi   Wythoffove konstrukcije pravilna hiperbolična tlakovanja {p,q} in neprave (p q r) grupe.
Znane so 4 (p q 2) družine, vsaka ima dve pravilni obliki in eno kvazipravilno obliko. Vse imajo rombske duale kvazipravilnih oblik. Prikazana pa je samo ena oblika:
| [p,q]          | {p,q} | {q,p} | t1{p,q} | dual t1{p,q} |
| Coxeter-Dinkin |       |       |         |              |
| -------------- | ----- | ----- | ------- | ------------ |
| [5,4]          | {5,4} | {4,5} | t1{5,4} |              |
| [5,5]          | {5,5} | {5,5} | t1{5,5} |              |
| [7,3]          | {7,3} | {3,7} | t1{7,3} |              |
| [8,3]          | {8,3} | {3,8} | t1{8,3} |              |

V nadaljevanju so 3 primeri družin (p q r), ki imajo po tri kvazipravilne oblike. 
| Coxeter-Dinkin |          |          |          |
| -------------- | -------- | -------- | -------- |
| (4 3 3)        | 3 \| 4 3 | 3 \| 4 3 | 4 \| 3 3 |
| (4 4 3)        | 4 \| 4 3 | 3 \| 4 4 | 4 \| 4 3 |
| (4 4 4)        | 4 \| 4 4 | 4 \| 4 4 | 4 \| 4 4 |